# Demir Elmaağaçlı
Demir Elmaağaçlı (né le 4 novembre 1990) est un archer turc. Sa sœur Gizem est également archère professionnelle.

## Biographie
Les premières compétitions internationales de Demir Elmaağaçlı ont lieu en 2008. Sa première Coupe du monde est remporté en 2015.

## Palmarès
- Championnats du monde[2]
  -  Médaille d'argent à l'épreuve individuelle homme aux championnats du monde junior de 2008 à Antalya.

- Coupe du monde[2]
  -  Médaille d'argent à l'épreuve par équipe mixte à la coupe du monde 2015 de Shanghai.
  -  Coupe du monde à l'individuelle homme à la coupe du monde 2015 de Mexico.
  -  Médaille d'argent à l'épreuve individuelle homme à la coupe du monde 2016 de Shanghai.
  -  Médaille d'or à l'épreuve individuelle homme à la coupe du monde 2017 de Berlin.

- Championnats d'Europe
  -  Médaille d'argent à l'épreuve par équipe homme aux championnats d'Europe de 2014 à Echmiadzin[3].

- Universiade[2]
  -  Médaille d'argent à l'épreuve individuelle homme aux Universiade d'été de 2017 de Taipei.
  -  Médaille d'argent à l'épreuve par équipe mixte aux Universiade d'été de 2017 de Taipei.